# Мякишево (Новгородская область)
Мякишево — деревня в Хвойнинском муниципальном районе Новгородской области, относится к Боровскому сельскому поселению.
В деревне на 1 января 2009 года было 49 хозяйств и постоянно проживали 113 человек. Площадь земель деревни — 56,88 га.
Мякишево находится на высоте 158 м над уровнем моря на реке Песь. В деревне находится гидрологический водомерный пост Волжского бассейна на реке Песь. Мякишево соединено автодорогой проходящей в Молодильно и Першутино через Миголощи с административным центром района — посёлком Хвойная.

## Население
| 2009 | 2010 | 2012 | 2013 |
| ---- | ---- | ---- | ---- |
| 113  | ↘76  | ↗101 | →101 |

## История
Мякишево в Боровичском уезде Новгородской губернии относилось к Миголощской волости. После реформы 1861 года в Мякишеве была открыта земская школа. Деревню в декабре 1861 года посетил Дмитрий Иванович Менделеев, который следовал из Петербурга на Кошелевскую фабрику А. К. Рейхеля сухой перегонки дерева у деревни Подберезье Боровичского уезда, по поводу помощи в организации производства и подготовки продукции завода на Лондонскую выставку. На 1896—1897 гг. в Мякишеве было 48 дворов, проживали 131 мужчина и 113 женщин, а также было детей трёх школьных возрастов — 9 мальчиков, 8 девочек. При строительстве железной дороги Санкт-Петербург — Сонково с 1916 года в Мякишеве размешалась контора первой дистанции пятого участка, сначала в доме Ольги Васильевны Кошелевой, а с осени того же года в доме торговца Остроумова.
К 1924 году Мякишево было центром Мякишевского сельсовета в Миголощской волости. 3 апреля 1924 постановлением ВЦИК Миголощская волость была присоединена к Кончанской волости Боровичского уезда, 1 августа 1927 года постановлением ВЦИК Боровичский уезд вошёл в состав новообразованного Боровичского округа Ленинградской области, Мякишевский сельсовет вошёл в состав новообразованного Минецкого района этого округа. Население деревни Мякишево по переписи 1926 года — 387 человек. Постановлением ЦИК и СНК СССР от 23 июля 1930 года Боровичский округ был упразднён, район стал подчинён Леноблисполкому. В 1930 году в деревне Мякишево была организована сельхозартель имени Сталина. 20 сентября 1931 года Минецкий район был переименован в Хвойнинский, а центр района из села Минцы перенесён на станцию Хвойная. Население Мякишева в 1940 году — 344 человека. Указом Президиума Верховного Совета СССР от 5 июля 1944 года Хвойнинский район вошёл во вновь образованную Новгородскую область.
На основании решения Хвойнинского райисполкома в 1950 году в колхоз имени Калинина были объединены все колхозы Мякишевского сельсовета, в том числе и имени Сталина деревни Мякишево. Во время неудавшейся всесоюзной реформы по делению на сельские и промышленные районы и парторганизации, в соответствии с решениями ноябрьского (1962 года) пленума ЦК КПСС «о перестройке партийного руководства народным хозяйством» с 10 декабря 1962 года Решением Новгородского облисполкома № 764 Хвойнинский район был упразднён, Мякишево и Мякишевский сельсовет вошли в крупный Пестовский сельский район. 7 января 1963 года Решением Новгородского облисполкома № 19 был упразднён Мякишевский сельсовет, Мякишево, вошло в состав Боровского сельсовета. 1 февраля 1963 года Президиум Верховного Совета РСФСР своим Указом утвердил Решение Новгородского облисполкома № 764 1962 года, но пленум ЦК КПСС, состоявшийся 16 ноября 1964 года, восстановил прежний принцип партийного руководства народным хозяйством, после чего Указом Верховного Совета РСФСР от 12 января 1965 года Боровский сельсовет и Мякишево во вновь восстановленном Хвойнинском районе.
К колхозу Боровского сельсовета имени Героя Советского Союза, Денисова Алексея Макаровича 15 февраля 1966 года был присоединён колхоз имени Калинина прежнего Мякишевского сельсовета. 28 августа 1974 года решением Хвойнинского райисполкома № 89 года колхоз имени Денисова A.M. был реорганизован в совхоз имени Денисова A.M. директором стал председатель прежнего колхоза Григорьев Пётр Константинович. 21 декабря 1992 года совхоз имени Денисова реорганизован в ТОО имени Денисова, а 29 декабря 1999 года ТОО реорганизовано в сельскохозяйственный кооператив (СК) имени Денисова.

церковь Николы (перевезена в музей народного деревянного зодчества Витославлицы)

Достопримечательностью деревни была Никольская церковь, но в 1970-е гг. она была перевезена в музей народного деревянного зодчества Витославлицы, близ Великого Новгорода.
С принятием закона от 6 июля 1991 года «О местном самоуправлении в РСФСР» была образована Администрация Боровского сельсовета (Боровская сельская администрация), затем Указом Президента РФ № 1617 от 9 октября 1993 года «О реформе представительных органов власти и органов местного самоуправления в Российской Федерации» деятельность Боровского сельского Совета была досрочно прекращена, а его полномочия переданы Администрации Боровского сельсовета. По результатам муниципальной реформы, с 2005 года деревня Мякишево входит в состав муниципального образования — Боровское сельское поселение Хвойнинского муниципального района (местное самоуправление), по административно-территориальному устройству подчинена администрации Боровского сельского поселения Хвойнинского района.

## Образование
В деревне находится государственное областное бюджетное общеобразовательное учреждение «Адаптированная школа-интернат № 9». История этого образовательного учреждения начинается с сентября 1969 года, тогда детский дом в деревне Мякишево был реорганизован во вспомогательную школу-интернат. С 1996 года — Мякишевская вспомогательная школа-интернат. С 2003 года — МОУ «Специальная (коррекционная) образовательная школа-интернат д. Мякишево». С 2007 года — Государственное специальное (коррекционное) образовательное учреждение для обучающихся воспитанников с ограниченными возможностями здоровья специальная (коррекционная) общеобразовательная школа — интернат VIII вида. С 2008 года — Государственное специальное (коррекционное) образовательное учреждение для обучающихся воспитанников с ограниченными возможностями здоровья специальная (коррекционная) общеобразовательная школа — интернат VIII вида № 9. С 2011 года — Государственное областное бюджетное специальное (коррекционное) образовательное учреждение для обучающихся воспитанников с ограниченными возможностями здоровья специальная (коррекционная) общеобразовательная школа — интернат VIII вида № 9. С 2015 года — Государственное областное бюджетное общеобразовательное учреждение «Адаптированная школа-интернат № 9»